# 시간 결정
응집물질물리학에서 시간 결정(時間結晶, time crystal) 또는 시공간 결정은 시간 번역 균형 붕괴 비평형 상태를 나타내는 환경인 열린계이다. 2017년 3월, 결정은 시간적 환경에서는 평형상태가 될 수 없다는 열역학 법칙에 명시된 것에 위배된다는 것이 증명된 시간 결정의 이론적 개념이 제시되었다.